# Assemblée constituante de la République italienne
L'Assemblée constituante de la République italienne fut l'organe proposé pour la rédaction d'une Constitution pour la nouvelle république. Les séances se déroulèrent entre le 25 juin 1946 et le 31 janvier 1948.
Elle résulte des élections constituantes de 1946.

## Gouvernements
- Gouvernement De Gasperi II
  - Du 13 juillet 1946 au 28 janvier 1947
  - Président du Conseil des ministres : Alcide De Gasperi (DC)
  - Composition du gouvernement : DC, PCI, PSIUP, PRI

- Gouvernement De Gasperi III
  - Du 2 février 1947 au 13 mai 1947
  - Président du Conseil des ministres : Alcide De Gasperi (DC)
  - Composition du gouvernement : DC, PCI, PSI

- Gouvernement De Gasperi IV
  - Du 31 mai 1947 au 23 mai 1948
  - Président du Conseil des ministres : Alcide De Gasperi (DC)
  - Composition du gouvernement : DC, PLI, PSLI, PRI

## Présidents de l'Assemblée constituante
- Giuseppe Saragat, PSDI
  - Du 25 juin 1946 au 6 février 1947
- Umberto Terracini, PCI
  - Du 8 février 1947 au 31 janvier 1948

### Vice-présidents de l'Assemblée constituante
- Giambattista Bosco Lucarelli,
- Giovanni Conti, PRI
- Achille Grandi, DC
- Giuseppe Micheli, DC
- Fausto Pecorari, DC
- Ferdinando Targetti, PSDI
- Umberto Terracini, PCI
- Umberto Tupini, DC

## Féminisation
Pour la première fois, 21 femmes sont élues membres d'une assemblée parlementaire en Italie, dont :
- Vittoria Titomanlio (Démocratie chrétienne)